# Corridor de Zanguezour
 (août 2025).
Le corridor de Zanguezour (arménien : Զանգեզուրի միջանցք ; azéri : Zəngəzur dəhlizi) est un projet de couloir de transport, qui, s'il était mis en œuvre dans la province arménienne de Syunik, donnerait à l'Azerbaïdjan un accès sans entrave au Nakhitchevan sans points de contrôle arméniens, via la province arménienne de Syunik et représente au sens large un corridor géopolitique qui relierait la Turquie aux républiques turques d'Asie centrale dans un concept de panturquisme,.

## Histoire
La terminologie, les itinéraires potentiels et les modes de liaison de transport constituent des points de discorde entre l'Azerbaïdjan et l'Arménie, qui maintiennent toujours un blocus mutuel depuis 1989. L'Azerbaïdjan a lancé des projets de construction sur son territoire, les présentant dans le cadre de la mise en œuvre d'un soi-disant « corridor de Zanguezour ». En cas de désaccord de l'Arménie, l'Azerbaïdjan « en déciderait par la force ».
Le concept ne fait pas partie de l'accord de cessez-le-feu du Haut-Karabagh de 2020, mais a été introduit plus tard dans le lexique géopolitique par Ilham Aliyev. Depuis, l’Azerbaïdjan et la Turquie l’ont promu, tandis que l’Arménie s’y est régulièrement opposée, affirmant que la « logique du couloir » s’écarte de la déclaration de cessez-le-feu et qu’il s’agit d’une forme de propagande.
Au cours des pourparlers trilatéraux de 2021, l'Arménie exprime sa volonté de participer à la reconstruction des liaisons ferroviaires de l'ère soviétique reliant historiquement l'Azerbaïdjan et le Nakhitchevan, ce que l'Azerbaïdjan interprète comme un consentement arménien au « corridor de Zanguezour ». Selon la Russie, partie tierce, il s'agit de débloquer les communications régionales et non de créer un « couloir »,.
Le 8 août 2025 , l'Azerbaïdjan et l'Arménie conjointement avec les États-Unis signent à Washington un accord de paix pour mettre fin au conflit du Haut-Karabagh, qui dure depuis février 1988. Dans ce cadre, un protocole d'accord concernant le corridor de Zanguezour est signé. Ce document octroie aux États-Unis des droits exclusifs de développement du corridor, appelé route Trump pour la paix et la prospérité internationales (TRIPP), pour les 99 prochaines années, dans le but de relier la république autonome de Nakhitchevan au reste de l'Azerbaïdjan sans point de contrôle à travers l'Arménie. Ce corridor permettra en outre le passage de personnes et de marchandises de l'Europe vers l'Azerbaïdjan et l'Asie centrale au sens large sans avoir à passer par la Russie ou l'Iran. Bien qu'il a salué les progrès en faveur de la paix entre les deux républiques, l'Iran affiche une position hostile à l'établissement du corridor, qui se trouve contre sa frontière.

## Géopolitique
Divers observateurs internationaux qualifient le « corridor de Zanguezour » de programme panturc, s'inspirant de l'irrédentisme, tandis que d'autres soulignent la solution au blocus comme un aspect clé. Certains analystes politiques soulignent l'intérêt de la Russie pour son développement, étant donné qu'elle serait ostensiblement le garant de la sécurité de cette route.
L’Iran, le plus grand rival de la Turquie dans la région, « pourrait déclencher une guerre pour empêcher le corridor de Zanguezour, ce qui ne serait pas en faveur de la Turquie car Israël et les États-Unis en bénéficieraient »[pas clair], selon un analyste turc.